# Maddy O'Reilly
Maddy O'Reilly, rodným jménem Emily Nicholson (* 3. května 1990 Mount Airy) je americká pornografická herečka.

## Mladí
Maddy O'Reilly pochází z rodiny „silně německého původu“. Kořeny její rodiny však sahají i do Irska. V rozhovoru řekla, že jedním z důvodů, proč začala dělat porno, je, že byla v dospívání závislá na sexu.

## Kariéra
Maddy O'Reilly narazila při prohlížení internetové pornografie na odkaz „Hledáme modely“ („Models Wanted“). Vyplnila formulář a o tři dny později byla kontaktována, že může natočit první tři scény. Její kariéra v průmyslu pro dospělé započala v srpnu roku 2011 a to snímky pro společnost Mofos v Miami na Floridě. V roce 2013 ztvárnila roli Dorothy Gale v pornografickém filmu Wizard of Oz XXX. Roku 2014 byla umístěna na seznam The Dirty Dozen: Porn's Most Popular Stars televizní stanice CNBC.
V roce 2014 režírovala společně s MimeFreak svůj první snímek Maddy O'Reilly is Slutwoman. Prvním filmem, který režírovala úplně sama, se stal Maddy O'Reilly's Submission. Roku 2015 získal cenu XBIZ v kategorii BDSM Release of the Year.
V srpnu 2015 vystoupila O'Reilly v jedné z epizod seriálu Living with the Enemy stanice Lifetime, kde bránila svou kariéru pornoherečky proti samozvanému anti-pornografickému hnutí.
Před hereckou kariérou pracovala jako prodavačka automobilů ve firmě CarMax a jako číšnice v Chili's.

## Osobní život
Maddy O'Reilly uvedla, že pokud by nehrála v pornografickém průmyslu, věnovala by se práci se zvířaty. Ve svém volném čase pracuje s opuštěnými psy pro neziskovou organizaci Humane Society.
V červenci 2017 oznámila, že je bisexuální orientace.